# Josef Hengge
Josef Hengge (auch: Joseph Hengge; * 23. Januar 1890 in Kempten (Allgäu); † 21. März 1970 ebenda) war ein deutscher Maler.

## Leben
Hengge stammte ursprünglich aus dem Allgäu. Nach einer Lehre bei einer Kirchenmalerfirma in Sontheim besuchte er die Städtische Gewerbeschule und anschließend die Königliche Kunstgewerbeschule in München. 1915 wurde er während des Ersten Weltkriegs in Arras schwer verwundet. Als „Privatier“, persönlich unterstützt von  König Ludwig III., nahm er dann am 15. Mai 1916 an der Akademie der bildenden Künste in München bei Angelo Jank ein Studium im Zeichnen auf. Später war er auch noch Schüler von Franz von Stuck. Hengge blieb, unterbrochen 1932 von einem einjährigen Stipendienaufenthalt in Florenz, bis zur „Ausbombung“ seiner Wohnung 1945 in München. Anschließend zog er nach Wertach und ab 1950 zurück an seinen Geburtsort Kempten, wo er 1970 auch verstarb.

## Wirken
Stilistisch eingeordnet wurde er als Vertreter des „kräftigen Realismus“. Ein Kritiker bezeichnete ihn als „Egger-Lienz des Allgäus“.
Bereits als junger Künstler hatte er mehrere Preise errungen und wurde in die Jury für die Ausstellungen im Münchner Glaspalast berufen.
Dank seiner engen Kontakte zur bayerischen Königsfamilie, insbesondere zu Kronprinz Rupprecht, erhielt er 1929 den Auftrag zur Ausgestaltung der Schlossplatzfresken für ein Kriegerdenkmal in Berchtesgaden. Hengge hatte noch viele andere Wandgemälde (Fresken) an den Fassaden öffentlicher Gebäude sowie im Inneren von Kirchen geschaffen, von denen jedoch einige im Krieg zerstört oder nach dem Krieg dem „geänderten Zeitgeschmack geopfert“ wurden. Daneben schuf er Porträts, zu Anfang seiner Karriere u. a. von dem bayerischen König Ludwig III. und dessen Frau sowie später auch von hochrangigen Militärpersonen wie Ernst Udet, dem „Generalluftzeugmeister“ während der Nationalsozialistischen Diktatur.
In der Zeit des Nationalsozialismus war Hengge Mitglied der Reichskammer der bildenden Künste und u. a. von 1941 bis 1944 auf allen Großen Deutschen Kunstausstellungen in München mit 14 Bildern vertreten, die dem nationalsozialistischen Kunstkanon entsprachen.

## Auszeichnungen
- „Henggeweg“ – postume Benennung eines Weges in Kempten (Allgäu) nach Josef Hengge.[4] (Siehe auch: Liste der nach Personen benannten Straßen und Plätze in Kempten (Allgäu))

## Einzelausstellungen (unvollständig)
- 1960: Kornhaus in Kempten, Ausstellung zum 70. Geburtstag von Josef Hengge mit 100 seiner Werke.[2]

## Werke (Auswahl)

### Baugebundene Werke
- Fresken am Alten Rathaus in Passau, 1922
- Fresken am Alten Rathaus in Bad Reichenhall, 1924
- Fresken am Schlossplatz in Berchtesgaden, 1929,[5] zu Ehren der 89 im Ersten Weltkrieg gefallenen Berchtesgadener, Übermalung 1945 durch US-Militärregierung[6], 1952 Freilegung durch Hengge und Ergänzung um die Ehrung der Gefallenen des Zweiten Weltkriegs, restauriert 1961 von Gerhard Kommossa[2][7]
- Wandmalereien im Helmbrechtsaal, Burghausen[8]
- Fresken in St. Wendelin in Durach, 1932
- Wandmalereien mit martialischer Darstellung von Gefallenen des Ersten Weltkriegs auf dem Kriegerdenkmal am Lyzeum in Kempten, 1933 (verwittert und überbaut)
- Wandmalereien in der Vorhalle mit Motiven der nationalsozialistischen Rassenideologie von Mariä Himmelfahrt in Kempten, 1934
- Wandmalerei an der Außenfassade der Bad Reichenhaller Hochstaufen-Kaserne, Darstellung von vier Wehrmachtssoldaten in den Uniformen der damaligen Zeit, 1936[9]

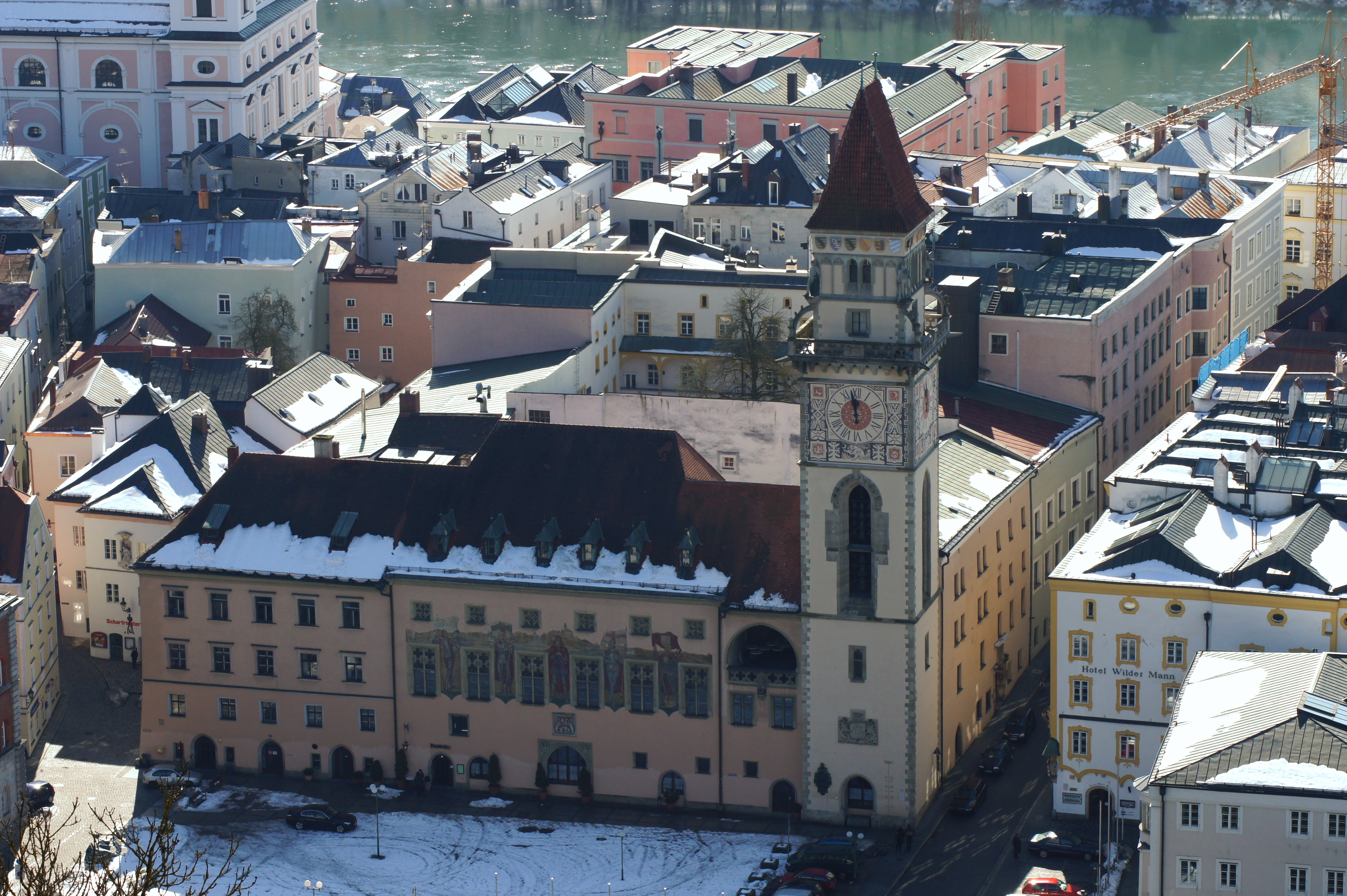
Altes Rathaus, Passau
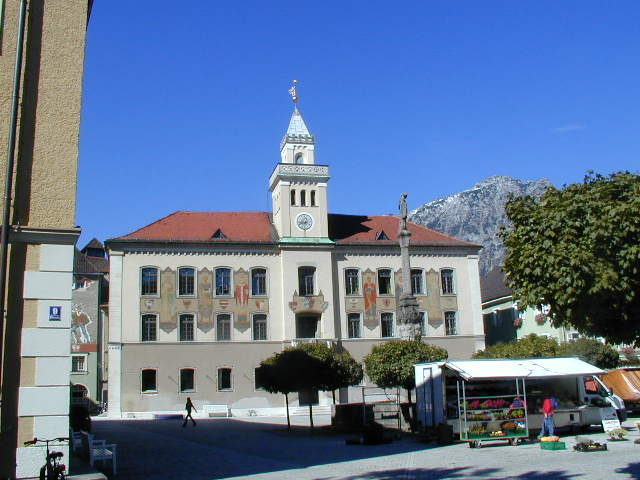
Altes Rathaus, Bad Reichenhall
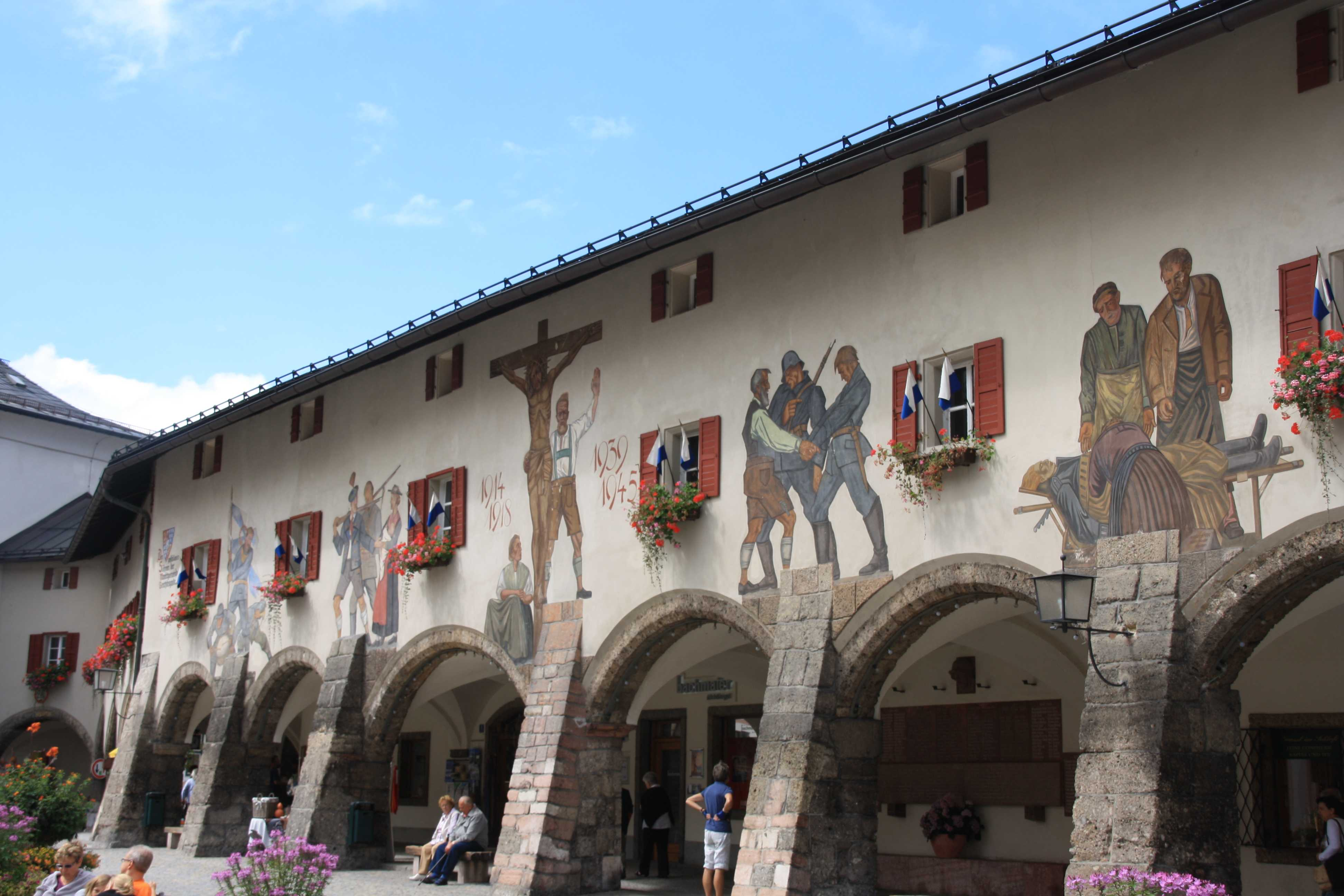
Schlossplatz (Kriegerdenkmal), Berchtesgaden
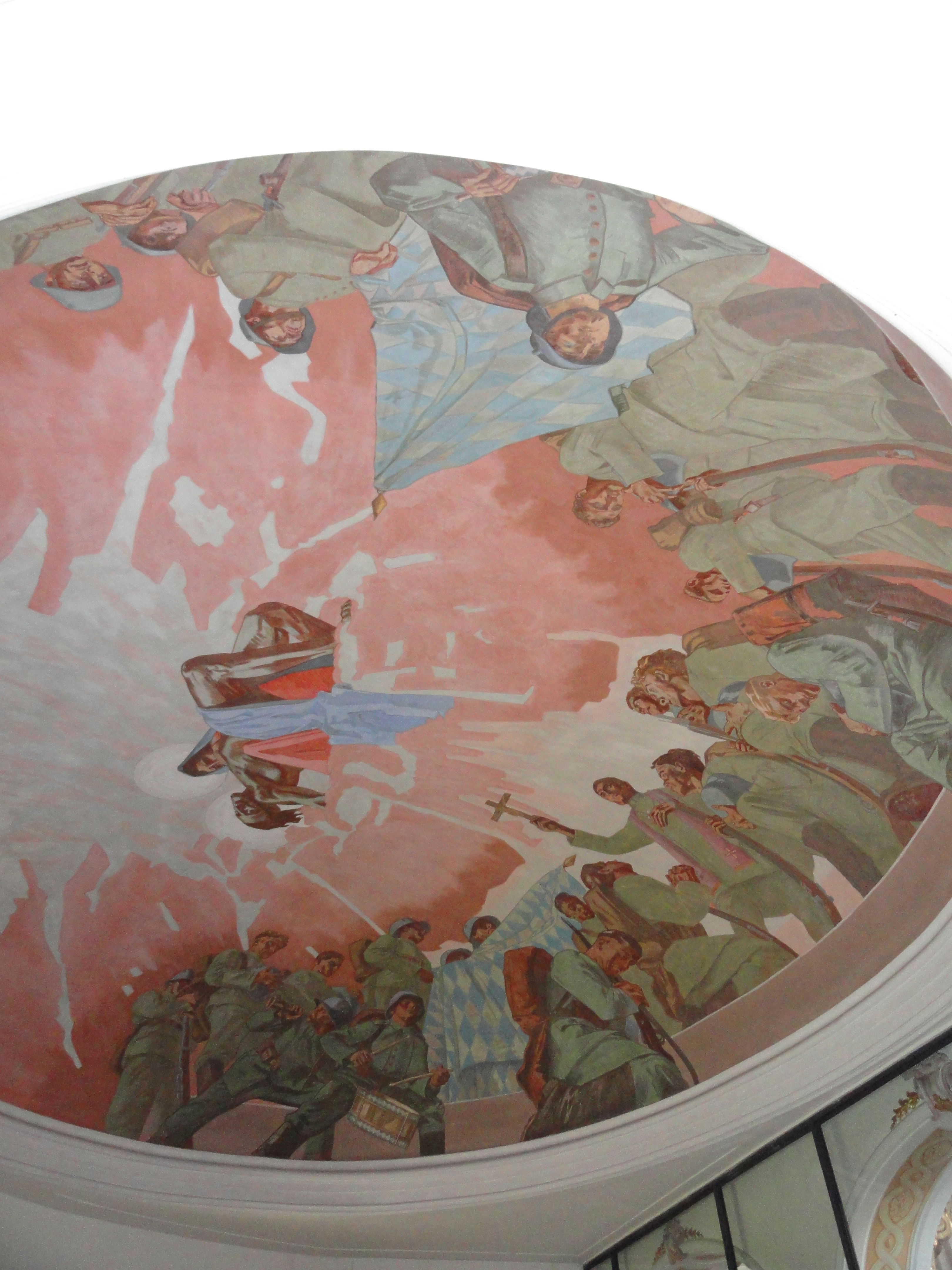
Mariä Himmelfahrt, Kempten

### Tafelbilder
- General Dietl (Öl, 1941 auf der Großen Deutschen Kunstausstellung von Hitler für 3000 RM erworben)[10]
- Werden und Vergehen (Öl, 1941 auf der Großen Deutschen Kunstausstellung)[11]
- Marianne (Öl, 1942 auf der Großen Deutschen Kunstausstellung vom Nazi-Führer Robert Ley für 1000 RM erworben)[12]